# Догодило се једне ноћи
Догодило се једне ноћи (енгл. It Happened One Night) је америчка романтична комедија из 1934. године, режисера Френка Капре са Кларком Гејблом и Клодет Колбер у главним улогама. Сценарио Роберта Рискина заснован је на краткој причи из августа 1933. „Ноћни аутобус” Самјуела Хопкинса Адамса, који је дао наслов за снимање. Kласификован као преткодовска продукција, филм је међу последњим романтичним комедијама снимљених пре него што је Америчка филмска асоцијација почела строго спровођење Продукцијског кодекса у јулу 1934. године. Филм је издат само четири месеца пре почетка примене овог кодекса.
Добио је признање критике и надалеко је цењен као један од најбољих филмова икада снимљених. Догодило се једне ноћи је први од само три филма (заједно са филмовима Лет изнад кукавичјег гнезда и Кад јагањци утихну) који је освојио свих пет главних Оскара: за најбољи филм, најбољу режију, најбољег глумца, најбољу глумицу и најбољи адаптирано сценарио. Конгресна библиотека је 1993. године изабрала овај филм за очување у Националном регистру филмова, као „културно, историјски и естетски значајан”.

## Радња
Размажена наследница Елен „Ели” Ендруз потајно се удала за пилота Кинга Веслија противно жељи свог изузетно богатог оца Александра Ендруза који жели да поништи њихов брак јер зна да је Весли заправо само заинтересован за Елин новац. Скачући с брода на Флориди, Ели бежи и укрцава се у аутобус за Њујорк како би се поново састала са својим мужем. Упознаје сапутника Питера Ворна, новинара који је недавно остао без посла. Убрзо је Питар препознаје и даје јој избор. Ако му да ексклузиву о својој причи, он ће јој помоћи да се поново састане са Веслијем. Ако не, рећи ће њеном оцу где се налази. Ели пристаје на прву опцију.
Док заједно пролазе кроз неколико авантура, Ели губи почетни презир према Питеру и почињу се заљубљивати. Кад се аутобус поквари и они почну да аутостопирају, не успевају да осигурају вожњу све док Ели не покаже своју ногу Данкеру, следећем возачу. Када се заустави на путу, Данкер покушава да им украде пртљаг, али га Питер прати и одузима му аутомобил. Пред крај свог путовања, Ели признаје своју љубав Питеру. Власници мотела у којем бораве примећују да је Питеров аутомобил нестао и избацују Ели. Верујући да ју је Питер напустио, Ели зове телефоном свог оца, који пристаје да јој дозволи да се уда за Веслија. У међувремену, Питер је од уредника прибавио новац да се ожени са Ели, али је мимоилази на путу. Иако Ели нема жељу да буде са Веслијем, верује да ју је Питер издао због новчане награде и зато пристаје на друго, формално венчање са Веслијем.
На дан венчања коначно открива читаву причу свом оцу. Када Питер дође у Елину кућу, Ендруз му нуди новац од награде, али Питер инсистира да му се плате само трошкови, у износу од мизерних 39,60 долара за ствари које је морао да прода ради куповине бензина. Када Ендруз притисне Питера да му објасни његово чудно понашање и тражи да зна да ли он воли њеогову ћерку, Питер прво покушава да избегне питања, али онда признаје да воли Ели и одлази. Весли на венчање стиже аутожироом, али на церемонији, Ендруз прича својој кћери како је Питер одбио новац за награду и говори јој да њен ауто чека крај стражње капије у случају да се предомисли. У последњем тренутку, непосредно пре него што каже „Да”, она одлучује да не настави са венчањем. Ели оставља Веслија на олтару, улази у кола и одлази.
Неколико дана касније, Ендруз ради за својим столом када га Весли зове да му каже да ће прихватити финансијску нагодбу и да неће оспорити поништење брака. Његов извршни помоћник доноси му телеграм од Питера у коме пише: „Шта задржава поништење? Зидови Јерихона се руше!” То се односи на импровизовани зид направљен од ћебета окаченог о конопац који је био везан по собама одвајајући кревете у којима су спавали, како би им се пружила приватност док путују заједно. Са поништењем у руци, Ендруз шаље одговор: „Нека се сруше.”
У последњој сцени, Питеров аутомобил је паркиран испред мотела у Глен Фолсу у Мичигену. Власници мотела разговарају и питају се зашто су, током тако топле ноћи, младенци тражили конопац за одећу, додатно ћебе и малу лимену трубу. Док гледају њихову кућицу, играчка труба се оглашава помпезно, ћебе пада на под, а светла у соби се гасе.

## Улоге
| Глумац          | Улога             |
| --------------- | ----------------- |
| Кларк Гејбл     | Питер Ворн        |
| Клодет Колбер   | Ели Ендруз        |
| Волтер Коноли   | Александер Ендруз |
| Роско Карнс     | Оскар Шејпли      |
| Џејмсон Томас   | „Кинг” Весли      |
| Алан Хејл       | Данкер            |
| Артур Хојт      | Зик               |
| Бланш Фридеричи | Зикова жена       |
| Чарлс К. Вилсон | Џо Гордон         |

## Занимљивости
- У лето 1933. године, студио Columbia Pictures платио је 5.000 долара за права на кратку причу Самјуела Хопкинса Адамса „Ноћни аутобус”, која се појавила августовском броју Козмополитена. Режисер Френк Капра и сценариста Роберт Рискин почињу да раде на сценарију. Пошто је неколико филмова са темом „путовање аутобусом” пропало, решили су да промене назив филма у "Догодило се једне ноћи“.
- Улоге су одбили: Мирјам Хопкинс, Маргарет Саливан и Констанс Бенет
- Улогу су желеле Бети Дејвис и Керол Ломбард али нису биле у могућности због проблема са уговором.
- Кларк Гејбл је морао да игра "по казни", јер је покушао да одбије улогу али му његов студио то није дозволио. У почетку је Гејбл јако тешко прихватио чињеницу да мора да глуми у том филму, али се убрзо загрејао за сценарио, и одиграо једну од својих најбољих улога.[5]
- Клодет Колбер такође није желела улогу па је тражила хонорар од 50.000 долара надајући се да ће је одбити. На њено изненађење студио је прихватио. По завршетку снимања филма, Клодет је отишла на одмор где је својим пријатељима говорила "како је управо завршила снимање најгорег филма на свету“. Али на додели Оскара држећи га у руци Клодет је рекла "За ово дугујем Френку Капри“.

## Награде

### Оскар
Филм је освојио 5 Оскара, за колико је и био номинован.
- Оскар за најбољи филм - Columbia Pictures (Хари Кон, продуцент)
- Оскар за најбољег режисера - Френк Капра
- Оскар за најбољег главног глумца - Кларк Гејбл
- Оскар за најбољу главну глумицу - Клодет Колбер
- Оскар за најбољи адаптирани сценарио - Роберт Рискин[3]

### Остале награде
На Филмском фестивалу у Венецији Френк Капра је био номинован за награду Мусолинијев пехар.